# Chantal Prosser
Chantal Prosser (* 1986 in Moncton) ist eine kanadische Biathletin.
Chantal Prosser begann 2003 mit dem Biathlonsport und auch mit dem Skilaufen. Zunächst startete sie für Les Aventuriers de Charlo und wurde dort von Mike Lushington trainiert. 2007 nahm als Teil des Team New Brunswick an den Kanadischen Winterspielen teil und wurde 31. des Einzels und 29. der Verfolgung. Ihren größten Erfolg erreichte sie bislang bei den Nordamerikanischen Meisterschaften im Sommerbiathlon 2008 in Canmore, bei denen Prosser im Sprint hinter Annik Levesque und Jacqueline Akerman, im Verfolgungsrennen hinter Levesque und Kathryn Stone die Bronzemedaillen in den Crosslauf-Wettbewerben gewann. In der Gesamtwertung des Biathlon-NorAm-Cup 2008/09 wurde die Kanadierin 22. Seit 2008 studiert sie am Campus Camrose der University of Alberta, wo sie für das Augustana-Ski Team startet und bis zu deren Rücktritt von Jacqueline Akerman trainiert wurde.